# Adelges roseigallis
Adelges roseigallis är en insektsart. Adelges roseigallis ingår i släktet Adelges och familjen barrlöss. Inga underarter finns listade i Catalogue of Life.